# Jan Dubis
Jan Dubis (ur. 30 kwietnia 1925 w Porębach, zm. 3 lipca 2003) – polski tokarz, poseł na Sejm PRL IV i V kadencji.

## Życiorys
Uzyskał wykształcenie średnie, z zawodu tokarz. Pracował w Rafinerii Nafty w Jedliczu. W 1965 i 1969 uzyskiwał mandat posła na Sejm PRL w okręgu Krosno z ramienia Polskiej Zjednoczonej Partii Robotniczej. Przez dwie kadencje zasiadał w Komisji Przemysłu Ciężkiego, Chemicznego i Górnictwa.
Pochowany na cmentarzu komunalnym w Jedliczu.

## Odznaczenia
- Srebrny Krzyż Zasługi
- Brązowy Krzyż Zasługi
- Medal 10-lecia Polski Ludowej
- Odznaka 1000-lecia Państwa Polskiego
- Złota Odznaka Honorowa Towarzystwa Przyjaźni Polsko-Radzieckiej